# Wolha Saule
Wolha Saule (biał. Вольга Саўле, ros. Ольга Савле, Olga Sawle) – białoruska dziennikarka pracująca w Polsce, autorka i prowadząca programy w nadawanej z Polski białoruskojęzycznej stacji telewizyjnej Biełsat TV.

## Życiorys
Około pięciu lat była wykładowczynią języka angielskiego i niemieckiego na Mohylewskim Uniwersytecie Państwowym im. Arkadzia Kulaszoua, pracowała jako tłumaczka w fundacjach dobroczynnych, jednocześnie pisała dla niezależnych stron internetowych. Pracowała dla nadającej z Polski białoruskojęzycznej stacji telewizyjnej Biełsat TV od początku jej istnienia – najpierw jako regionalna korespondentka programów Reparter (pol. Reporter) i Abjektyu (pol. Obiektyw) w Mohylewie. W pewnym momencie uznała, że dalsza praca dla telewizji w tym mieście nie jest już możliwa, i pod koniec 2010 roku przeprowadziła się do Warszawy. Tam kontynuowała pracę w Biełsat TV jako prowadząca w programie Nawiny (pol. Wiadomości), bloku informacyjnym Studyja Biełsat (pol. Studio Biełsat) i autorka magazynu telewizyjnego PraSwiet.